# 黑森-達姆施塔特的路易絲 (1757年)
黑森-達姆施塔特的路易絲（德語：Luise von Hessen-Darmstadt，1757年1月30日—1830年2月14日），薩克森-魏瑪-艾森納赫大公夫人，1815年至1828年在位。

## 家庭
1775年，路易絲與薩克森-魏瑪-艾森納赫公爵卡爾·奧古斯特結婚，兩人共有2子2女：
1. 路易絲·奧古斯塔（1779年—1784年），夭折
2. 卡爾·腓特烈（1783年—1853年）
3. 卡羅琳·路易絲（1786年—1816年）
4. 博恩哈德（1792年—1862年）